# Taux de distorsion harmonique pondéré
Le taux de distorsion harmonique pondéré, aussi appelé Weighted Total Harmonic Distorsion (WTHD) dans la littérature, est une méthode de l'électrotechnique et de l'électronique de puissance destinée à évaluer la qualité d'une stratégie de modulation de largeur d'impulsion (MLI) appliqué à une charge à composante résistive et inductive importante, dont l'avantage est de ne pas dépendre des paramètres du système considéré. Elle s'applique entre autres à un onduleur connecté à un moteur électrique.

## Définitions
Le WTHD est défini en pourcentage de manière mathématique comme suit:
{\displaystyle {\text{WTHD}}=100\times {\frac {1}{v_{1}}}{\sqrt {\sum _{h=2}^{\infty }{\frac {v_{h}^{2}}{h^{2}}}}}}
Où v1 est le fondamental du signal et vh l'harmonique de rang h. Dans le cas d'un onduleur de tension v1 et vh sont les amplitudes des tensions.

## Justification théorique
En considérant un moteur électrique quelconque, on peut le simplifier comme étant une charge RLE équilibrée connectée en étoile (faisant donc apparaitre un neutre). Une charge RLE est typiquement équivalente à une machine synchrone sans saillance (dans une représentation de Park ça signifie que {\displaystyle L_{d}=L_{q}}). R représentant une résistance, L une inductance et E la force contre électromotrice (supposée pour la suite sinusoïdale de pulsation {\displaystyle \omega }). Une grande partie des pertes se situe dans les harmoniques de courant. En effet, un courant d'harmonique de puissance non nulle est de l'énergie non exploitable pour notre charge et est donc considéré comme une perte. Le WTHD est donc une approximation de la puissance des harmoniques de courant fournis.